# أستروفيليت
أستروفيليت هو معدن نادر جدًا لونه بني إلى أصفر ذهبي مائي. ينتمي إلى مجموعة أستروفيليتات، يمكن تصنيف أستروفيليت إما على أنه من الإينوسيليكات أو الفلوسيليكات أو وسيط بين الاثنين. يشكل سلسلة متشابهة مع kupletskite، والتي تكون متطابقة بصريًا وغالبًا ما ترتبط ارتباطًا وثيقًا. يعتبر أستروفيليت محل اهتمام العلماء والجامعين في المقام الأول.
عثر على أستروفيليت في عدد قليل من المناطق النائية النادرة: مونت سانت هيلير، كيبيك، كندا؛ بايكس بيك، كولورادو، الولايات المتحدة؛ نارسارسوك وكانغيردلوارسوك، جرينلاند؛ بريفيج، النرويج؛ وشبه جزيرة كولا، روسيا.